# Vụ va chạm trên không Moncks Corner 2015
Vụ va chạm trên không Moncks Corner năm 2015 xảy ra vào ngày 7 tháng 7 năm 2015 khi một chiến đấu cơ F-16 va chạm với một chiếc Cessna 150M trên bầu trời Moncks Corner, nam Carolina, Hợp chúng quốc Hoa Kỳ. Cả hai người trên chiếc Cessna đều bị thiệt mạng; phi công chiếc F-16 đã phóng ra khỏi buồng lái an toàn.

## Máy bay

### F-16
Chiếc máy bay đầu tiên là một chiến đấu cơ F-16 củaKhông quân Hoa Kỳ. Chiến đấu cơ đóng quân tại Căn cứ Shaw. và được vận hành bởi Sư đoàn bay 20

### Cessna 150M
Chiếc máy bay thứ hai là một chiếc Cessna 150M, số đăng ký N3601V.